# Línea M-127 (Área de Málaga)
La línea M-127 es una ruta de transporte público en autobús del Consorcio de Transporte Metropolitano del Área de Málaga. Une la estación de autobuses de Fuengirola con el núcleo de Las Lagunas, en Mijas. Aunque está considerada una ruta interurbana debido a que atraviesa dos municipios, realiza un recorrido urbano. 
La línea entró en funcionamiento en noviembre de 2005, tras la reestructuración de tres líneas urbanas existentes hasta entonces y operadas por Autocares Lara. Con más de 64.000 pasajeros al año (según datos de 2005), es la línea del consorcio más usada en el área de Fuengirola-Mijas.

## Recorrido

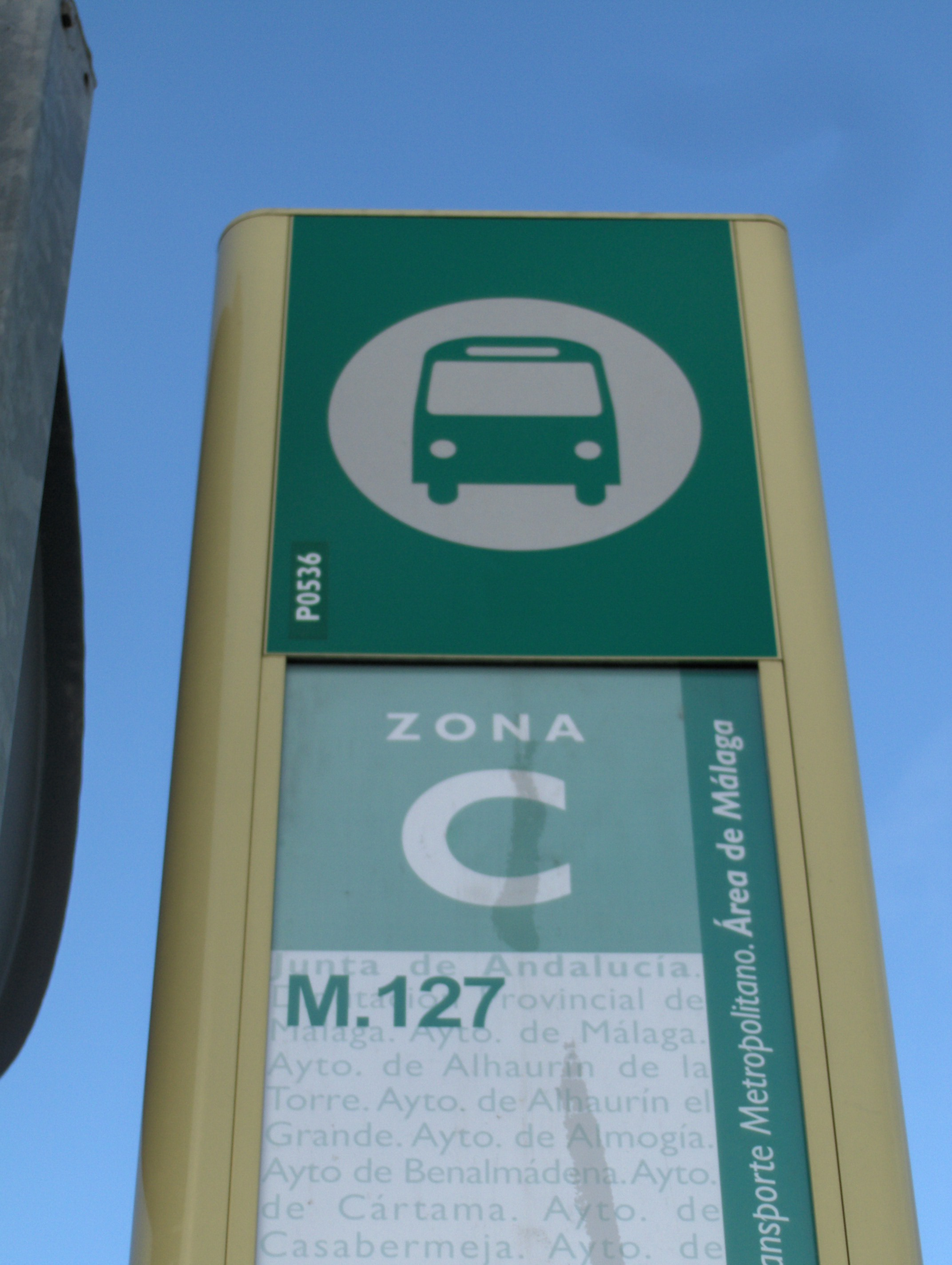
Señalización de una parada de la M-127 en el barrio de Las Cañadas.

La ruta realiza un recorrido circular, comenzando y terminando en la estación de autobuses de Fuengirola, situada en el centro de la localidad. Desde este punto parte en dirección noroeste por la avenida de Mijas, sin realizar ninguna parada hasta adentrarse en el término municipal de Mijas, donde para por primera vez en el cruce de la mencionada avenida con el Autovía del Mediterráneo. A partir de aquí gira en dirección suroeste a través de la avenida de Los Lirios hasta llegar al Camino Viejo de Coín, siguiendo esta calle hasta el polígono San Rafael. Continúa por la calle Río Aguas y la avenida de las Margaritas, tomando la avenida de Miguel Hernández y la calle del Río Guaro hasta retornar a la avenida de las Margaritas para continuar por el Camino del Albero hasta la alcanzar la parte alta de la avenida de Mijas. Continúa por esta calle en dirección norte hasta el barrio de El Coto y vuelve sobre sus pasos hasta tomar el Camino de Campanales en dirección oeste. A continuación toma calle Santa Gema y calle La Unión y se adentra en el municipio de Fuengirola hasta llegar al punto de partida.

## Detalles de la línea
| Líneas interurbanas | Líneas interurbanas               | Líneas interurbanas  | Líneas interurbanas |
| Línea               | Trayecto                          | Recorrido y Horarios | Plano               |
| ------------------- | --------------------------------- | -------------------- | ------------------- |
| M-127               | Las Lagunas-Estación de autobuses | Recorrido y Horarios | Plano               |